# UTair Sierra Leone
UTair Sierra Leone war eine Fluggesellschaft aus Sierra Leone mit Sitz in Freetown. Sie war ein Tochterunternehmen der russischen UTair. 
UTair führte vor allem Versorgungsflüge im Rahmen von Missionen der Vereinten Nationen (United Nations Mission in Sierra Leone) in Sierra Leone während der Nachkriegszeit um die Jahrtausendwende durch. Im Jahr 2007 wurden auch kommerzielle Flüge aufgenommen. Es wurden vier Mi-8 MTV-1 betrieben.

## Zwischenfälle
Am 29. Juni 2004 stürzte eine Mi-8 MTV-1 der UTAir (Luftfahrzeugkennzeichen RА-2711) auf dem Weg von Freetown nach Yengema acht Kilometer vor dem Ziel ab. Alle 24 Personen an Bord kamen ums Leben.